# Ace Combat 3: Electrosphere
Ace Combat 3: Electrosphere (англ. Битва Асів 3: Електросфера) — відеогра у жанрі аркадного авіасимулятора для гральної консолі PlayStation за розробкою та видавництвом компанії Namco. Це третя гра серії Ace Combat, яка вирізняється футуристичним науково-фантастичним сюжетом. Також це єдина гра серії, яка була випущена у двох різних версіях. Гравцеві надають у керування декілька типів літаків, на яких він повинен виконувати різноманітні місії, що зазвичай включають у себе знищення сил ворогу або ж захист бази від ворожого вогню.
AC3: Electrosphere запозичила багато елементів дизайну у свого попередника Ace Combat 2. Проте, на відміну від попередніх ігор серії, де сюжет мав вторинне значення, на цей раз команда розробників воліла, щоб нова гра володіла складним та розвиненим сюжетом, який став би основою для усіх показаних подій. Але, врешті-решт саме сюжет став для гри сумнозвісним через його разючі відмінності між японською та світовими версіями гри. У зв'язку зі значним урізанням бюджету, Namco вирішила значно спростити сюжет примірника гри, призначеного для Північної Америки та Європи, при цьому залишивши увесь початковий контент у японській версії гри, що уміщувалась вже на 2 компакт-дисках (світова версія містила 1CD). У результаті саме японська версія гри отримала позитивні відгуки критиків як амбіційна гра із хорошим дизайном та продуманим сюжетом, у той час як світовий реліз викликав незадоволення та збентеженість через свої сюжетні недоліки.

## Ігровий процес
Як і свої попередники, Ace Combat 3: Electrosphere це аркадна гра у жанрі бойового авіасимулятора. Протягом гри гравцю належить виконати 52 бойових завдання. До керування йому надається 23 різних літаки у чотирьох різних фракціях, за які гравець виступає в міру проходження основної сюжетної лінії. Бойові завдання варіюються між знищенням літаків і наземних цілей ворожих угрупувань та захистом власної бази від ворожого вогню. У підсумку кожного завдання дії гравця оцінюються латинськими літерами по шкалі від A до D, де A найвища можлива оцінка, що гравець отримує, виконавши усі поставлені перед ним завдання у відведений проміжок часу. Після завершення завдання гравцеві також пропонується до перегляду кінематографічний відео повтор найкращих моментів під час виконання завдання із можливістю зміни ракурсів камери. Також в AC3: Electrosphere присутні завдання, що виконуються у відкритому космосі, чого не було у попередніх іграх серії.
Японська версія гри має дещо розширений вміст у порівнянні зі світовою версією гри. Основною відмінністю японської версії є можливість прийняття рішень на деяких етапах гри, від яких залежить подальший розвиток подій та хід сюжетної лінії, що зрештою призводить до п'яти можливих фіналів гри. Також присутня внутрішньо-ігрова енциклопедія із доступом до інформації про ігрових персонажів та технології. Бойові завдання супроводжуються анімованими відео вставками, що імітують радіоперемовини між протагоністом та основними дійовими особами у грі.

## Опис
Сюжет гри бере свій початок у 2040 році у вигаданому світі під назвою Strangereal на континенті Usea, де світом правлять потужні транснаціональні корпорації. Найбільшими із них є Neucom Incorporated та General Resource Limited, що є конкурентами. Десь на початку 2030-х між корпораціями виникли територіальні протиріччя, із-за чого ними почав наростати конфлікт. Миротворча організація Universal Peace Enforcement Organization (UPEO) під юрисдикцією Новітньої Організації Об'єднаних Націй, неодноразово намагається запобігти розгортанню повномаштабного конфлікту між ворогуючими корпораціями. На початку ігрової кампанії Neucom починає повномасштабний збройний конфлікт проти General Resource, провокуючи тим самим UPEO до активних превентивних дій для запобігання військового конфлікту. Конфлікт у результаті переростає у війну між корпораціями.